# Franc Rodé
Franc Rodé, C.M. (Jarše, 23 de setembro de 1934) é um cardeal católico esloveno, prefeito emérito da Congregação para os Institutos de Vida Consagrada e as Sociedades de Vida Apostólica.

## Biografia
Sétimo e mais novo filho de uma família profundamente religiosa, por conta da Segunda Guerra Mundial, em 1945 sua família refugiou-se na Áustria e em 1948, foi para a Argentina. Ingressou na Congregação da Missão (Lazaristas) em  Buenos Aires, em 1952, fazendo sua profissão perpétua em 1957. Recebeu o diaconato em 4 de outubro de 1959 na Capela dos Padres Lazaristas, em Paris, de André-Jean-François Defebvre, CM, bispo impedido de Ninghsien. Estudou na Pontifícia Universidade Gregoriana de Roma e no Instituto Católico de Paris (doutorado em teologia, 1968).
Foi ordenado padre em 29 de junho de 1960, em Paris, também por André-Jean-François Defebvre, CM. Em 1965, a pedido de seus superiores, voltou à Iugoslávia; trabalhou como vice-pastor, diretor de estudos de sua congregação, visitante provincial, professor de teologia fundamental e missionologia na Faculdade de Teologia de Ljubljana. Foi nomeado consultor do Secretariado para Não Crentes em 1978, foi transferido para esse dicastério em 1981, tornando-se seu subsecretário em 1982; nesse contexto, ele ajudou a organizar algumas sessões de diálogo significativas com regimes comunistas europeus. Em 1993, o papa uniu o Pontifício Conselho para a Cultura e o Pontifício Conselho para os Não-crentes e o nomeou secretário do novo Pontifício Conselho para a Cultura.
Foi eleito arcebispo de Ljubljana em 5 de março de 1997, sendo consagrado em 6 de abril, na catedral de Ljubljana, por Alojzij Šuštar, arcebispo-emérito de Ljubljana, coadjuvado por Franc Perko, arcebispo de Belgrado, e por Aloysius Matthew Ambrožič, arcebispo de Toronto. Foi durante seu arquiepiscopado presidente da Conferência dos Bispos Eslovenos. Uma de suas preocupações era chegar a um acordo entre a República da Eslovênia e a Santa Sé, chegando à Concordata que foi assinada em 14 de dezembro de 2001 e ratificada pelo Parlamento local em 28 de janeiro de 2004.
Em 2004 o Papa João Paulo II o torna prefeito da Congregação para os Institutos de Vida Consagrada e as Sociedades de Vida Apostólica, cargo que Bento XVI o manteve depois de sua eleição a Sé de Pedro.
Em 22 de fevereiro de 2006, foi anunciada a sua criação como cardeal pelo Papa Bento XVI, no Consistório de 24 de março, em que recebeu o barrete vermelho e o título de cardeal-diácono de São Francisco Xavier em Garbatella.
No ano de 2009 condecorou e deu a aprovação papal a associação Internacional de Direito Pontifício Arautos do Evangelho: Concedeu-lhes os prêmios de Vida Apostólica papal: Virgo Flos Carmeli; Regina Virginum. Nesse mesmo ano deu sua bênção a Casa-Generalícia de Regina Virginium, pertencente a associação dos Arautos do Evangelho.
No dia 4 de janeiro de 2011 o Papa Bento XVI aceitou o seu pedido de renúncia por limite de idade ao cargo de prefeito da Congregação para os Institutos de Vida Consagrada e as Sociedades de Vida Apostólica, sendo sucedido pelo arcebispo de Brasília, Dom João Braz de Aviz. Em 3 de novembro de 2012, foi nomeado enviado papal especial para a celebração conclusiva do 500º aniversário da Arquidiocese de Ljubljana, que ocorreu em 9 de dezembro de 2012.
Em agosto de 2012, a mídia eslovena relatou alegações de que Rodé seria pai de uma criança. Rodé negou as acusações e expressou disposição de se submeter a um teste de DNA. Ele também anunciou ações judiciais contra a mídia por supostas violações de seu direito à privacidade. "Depois de tudo que eles fizeram comigo, eles merecem isso", disse. Por fim, o teste de DNA mostrou-se negativo para a paternidade.
Em Consistório realizado em 20 de junho de 2016 foi elevado a ordem do cardeais-presbíteros, mantendo seu título pro hac vice. Atualmente, é membro da Congregação para a Evangelização dos Povos.

## Conclaves
- Conclave de 2013 - participou da eleição de Jorge Mario Bergoglio como Papa Francisco.